# Équipe de Libye de rugby à XV
L'équipe de Libye de rugby à XV rassemble les meilleurs joueurs de rugby à XV de Libye. Elle est membre de Rugby Afrique et joue actuellement dans la Coupe d'Afrique 3.